# 金子理江
金子 理江（かねこ りえ、1997年（平成9年）12月18日 - ）は、日本の歌手、アイドル。東京都出身。音楽ユニット・LADYBABYおよびREIRIEのメンバーである。2021年から2022年11月まで「ILIE」（ライ）名義でも活動していた。2022年12月には、個人事務所「合同会社Launen」を設立。

## 略歴・人物
1997年（平成9年）12月18日、日本人の父親、フィリピン人とスペイン人のハーフの母親との間に生まれる。小学校6年生から約1年間はフィリピン在住で、日本語をしゃべることができない祖母と暮らした。この時期に周囲とコミュニケーションをとるため、独学でフィリピン語（タガログ語、ビサヤ語）を覚えた。
2014年5月、日本ツインテール協会の放課後ツインテールに参加。当時の名前は金子 りえであった。同年9月、ミスiD2015グランプリを獲得（水野しずとW受賞）。
2015年3月、ミスiD2015の黒宮れい、女装パフォーマーのレディビアードとアイドルグループ「LADYBABY」を結成。同年8月、ハジメタルの「GIRI GAL」にフィーチャリングとして歌う。GIRIGALの収録されているアルバム「SUPER SOLO 2」にも参加。
2016年2月、白泉社『ヤングアニマル』NEXT グラビアクイーンバトル 4tnシーズン準グランプリ獲得。同年3月、週プレNewsの高校卒業に対するインタビューで、「どうせ高校生だからっていわれるのが嫌だったですね」旨を話しているが、高校は中退している。同年8月1日、活動休止期間を経て「LADY BABY」から「The Idol Formerly Known As LADYBABY」にアーティスト名を変更して活動を再開した。
2017年6月より、サイバーエージェントの運営する動画配信サービス・FRESH!にて自身のチャンネル「金子理江の『タイトル未定』チャンネル」を開設し、会員限定の生配信を定期的にしている。同年9月18日には、当チャンネル企画で自身初のファンミーティングを開催。同年11月、同じグループで活動していた黒宮れいが脱退。事実上の解散となる。
2018年2月25日、「The Idol Formerly Known As LADYBABY」から再び「LADYBABY」に名前を戻し、モデルの池田菜々、オーディション合格者の有馬えみり、唐沢風花とともに4人体制で再始動。
2020年1月13日、恵比寿LIQUIDROOMでのラストライブ終演後、LADYBABYとしての活動休止。
2021年7月10日、ekomsに所属。「ILIE」名義での活動を開始。
2022年11月26日、東京・LIQUIDROOMにて開催されたワンマンツアー「LIVE HOUSE TOUR 2022 "AME"」のファイナル公演にてILIEの活動を休止。
同年12月18日に、個人事務所「合同会社Launen」を設立した。
2023年1月1日、約5年ぶりに黒宮れいと再びタッグを組み、新ユニット「REIRIE」が始動。

## 作品

### 「金子理江」名義

#### 参加楽曲
- ハジメタル「SUPER SOLO 2」（2015年8月26日）[18]
  - Hardcore  Summer  Vacation
  - GIRI GAL
  - Love & Peace Generation
  - Life is like a roller coaster

#### 写真集
- Let me do Whatever I want（2017年10月18日、双葉社、撮影：木村晴・佐野円香）[19]ISBN 978-4575313093
- ambiguous（2018年9月17日、クリアストーン、撮影：田口まき・須崎祐次）ISBN 978-4907301958

#### DVD
- INNOCENCE（2016年6月23日、イーネット・フロンティア）
- emotion（2016年10月21日、イーネット・フロンティア）[20]

### 「ILIE」名義

#### EP
- syukufuku（2021年12月12日）[21]

#### アルバム
- uragaeshi（2022年7月6日）[22]

## 出演

### テレビドラマ
- 咲-Saki-（2016年12月7日 - 26日、MBS・TBS系） - 沢村智紀 役

### 映画
- いいにおいのする映画（2016年2月6日公開） - 主演・レイ 役[23]
- 麗奈＆理江のボードゲームセンターYA（2016年2月 - 、白泉社『ヤングアニマルDensi』）
- 咲-Saki-（2017年2月公開） - 沢村智紀 役
- My Doll Filter（2017年12月1日公開）[24] - りえ 役

### ミュージック・ビデオ
- GOOD BYE APRIL「さよならのいきもの」（2014年9月25日）
- 大森靖子
  - 「イミテーションガール」（2014年12月3日）[25]
  - 「愛してる.com」（2016年1月21日）[26]
- ハジメタル
  - 「GIRI GAL」（2015年8月24日）
  - 「Maybe,I'll be with you」（2016年9月7日）
  - 「City」（2020年6月7日）
- sleepyhead「ぼくのじゃない」（2019年11月22日）[27]

### ゲーム
- ユアマジェスティ（2022年）- ハートの女王 アディ（シンガー）[28]

### 雑誌
- ヤングアニマル（白泉社） - 2015年10月06日号 巻末
- ヤングガンガン（スクウェア・エニックス） - 2015年10月16日号 巻末